# Psara olivescens
Psara olivescens là một loài bướm đêm trong họ Crambidae.